# Карпенко, Николай Матвеевич
Николай Матвеевич Карпенко — советский хозяйственный, государственный и политический деятель.

## Биография
Родился в 1904 году в Москве. Член ВКП(б) с 1931 года.
С 1926 года — на хозяйственной, общественной и политической работе. В 1926—1951 гг. — в Пограничных войсках ОГПУ, в Экономическом управлении ОГПУ при СНК СССР, в Особом отделе НКВД Московского военного округа, в Отделе контрразведки Южного фронта, в Отделе контрразведки III-го Украинского фронта, начальник Отдела контрразведки 5-й ударной армии, начальник Управления МГБ по Алтайскому краю.
Избирался депутатом Верховного Совета РСФСР 3-го созыва.
Арестован в 1951 году, приговорён к 10 годам заключения, освобождён в 1958 году.
Скончался в 1959 г. в Москве. Похоронен на Даниловском кладбище.